# Chorangla
Chorangla fou un petit estat tributari protegit del grup Sankhera Mehwas, a l'agència de Rewa Kantha, presidència de Bombai. Tenia una superfície de 41 km² i el formaven 17 pobles.
El tribut era de 9 lliures que eren pagades al Gaikwar de Baroda. El sobirà era un rajput rathor, però la majoria de la població sobre la qual governava eren kolis.